# Oslo (Minnesota)
Oslo es una ciudad ubicada en el condado de Marshall en el estado estadounidense de Minnesota. En el Censo de 2010 tenía una población de 330 habitantes y una densidad poblacional de 335,3 personas por km².

## Geografía
Oslo se encuentra ubicada en las coordenadas 48°11′41″N 97°7′59″O / 48.19472, -97.13306. Según la Oficina del Censo de los Estados Unidos, Oslo tiene una superficie total de 0.98 km², de la cual 0.93 km² corresponden a tierra firme y (5.26%) 0.05 km² es agua.

## Demografía
Según el censo de 2010, había 330 personas residiendo en Oslo. La densidad de población era de 335,3 hab./km². De los 330 habitantes, Oslo estaba compuesto por el 83.33% blancos, el 0% eran afroamericanos, el 1.82% eran amerindios, el 0.3% eran asiáticos, el 0% eran isleños del Pacífico, el 13.03% eran de otras razas y el 1.52% pertenecían a dos o más razas. Del total de la población el 20.3% eran hispanos o latinos de cualquier raza.